# Valado (Boiro)
Valado (en gallego y oficialmente, O Valado) es una aldea española situada en la parroquia de Cespón, del municipio de Boiro, en la provincia de La Coruña, Galicia.

## Demografía
| Gráfica de evolución demográfica de Valado entre 2000 y 2018 |
|                                                              |
| Datos según el nomenclátor publicado por el INE.             |